# James H. Higgins

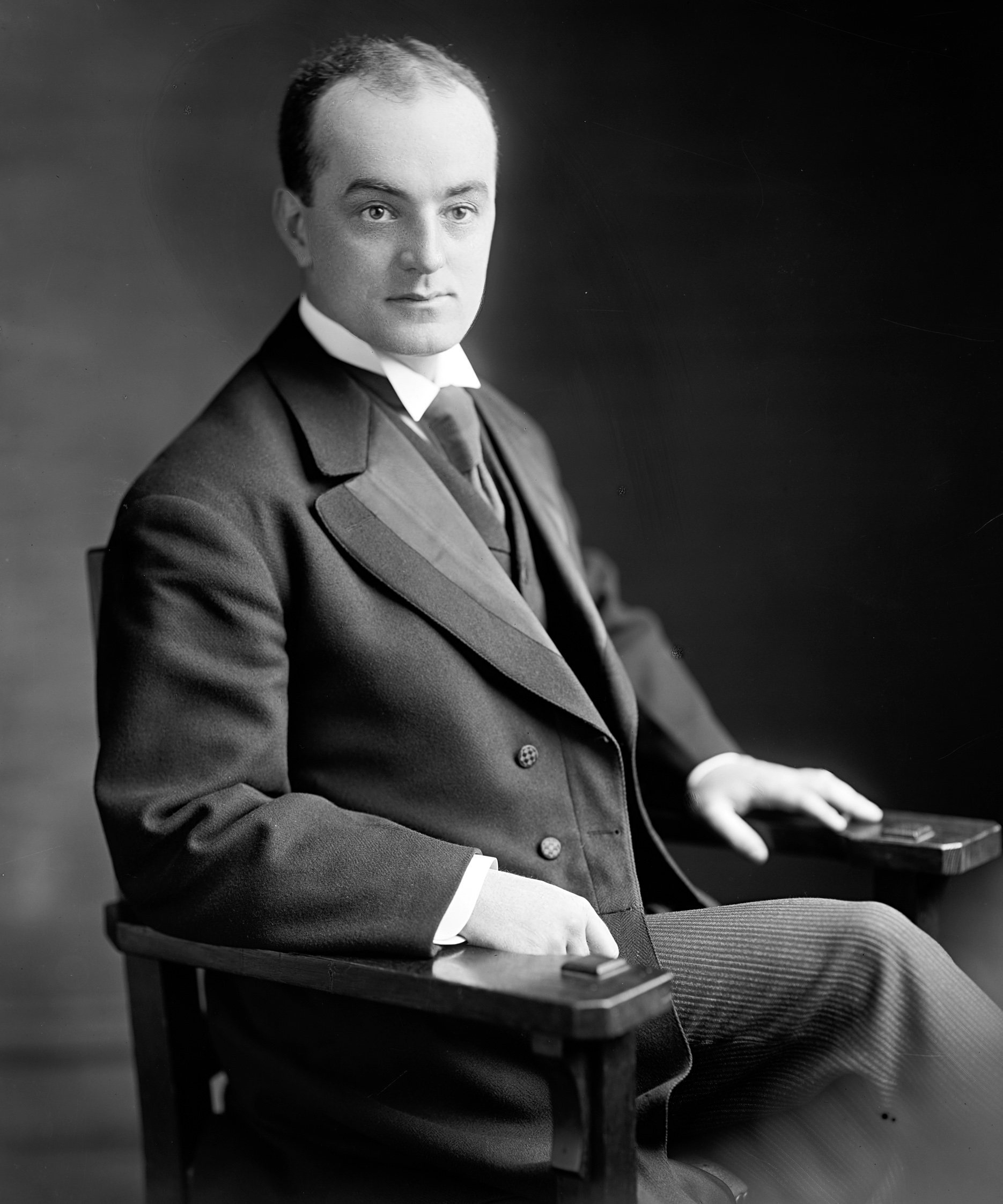
James H. Higgins

James Henry Higgins  (* 22. Januar 1876 in Lincoln, Rhode Island; † 16. September 1927) war ein US-amerikanischer Politiker und von 1907 bis 1909 Gouverneur des Bundesstaates Rhode Island.

## Frühe Jahre und politischer Aufstieg
James Higgins besuchte nach der Pawtucket Highschool bis 1898 die Brown University und studierte anschließend bis 1900 an der juristischen Fakultät der Georgetown University Jura. Danach wurde er Partner in der Kanzlei Fitzgerald and Higgins. Politisch wurde er Mitglied der Demokratischen Partei. Im Jahr 1901 wurde er in das Repräsentantenhaus von Rhode Island gewählt. Zwischen 1902 und 1906 war er Bürgermeister von Pawtucket.

## Gouverneur von Rhode Island
Im Jahr 1906 kandidierte Higgins gegen den Amtsinhaber George H. Utter für das Amt des Gouverneurs von Rhode Island. Im Wahlkampf versprach er die Bekämpfung der Korruption und politischer Seilschaften. Er war für die Direktwahl der US-Senatoren. Neben Utter war sein Hauptgegner im Wahlkampf der lokale Parteichef der Republikanischen Partei, Charles R. Brayton. Higgins gewann die Wahl mit 1238 Stimmen Vorsprung. Bis heute ist er der bei seinem Amtsantritt jüngste Gouverneur von Rhode Island geblieben.
Higgins übte das Gouverneursamt nach einer Wiederwahl zwischen dem 1. Januar 1907 und dem 5. Januar 1909 aus. Als Angehöriger des Reformflügels seiner Partei setzte er sich für bessere Jugendprogramme und das Frauenwahlrecht ein. Wie bereits in seinem Wahlprogramm angekündigt, war er gegen die Korruption und gegen Lobbyisten. Dabei bekämpfte er den bereits erwähnten mächtigen Parteichef der Republikaner, Charles Brayton, der seit 40 Jahren hinter den Kulissen auf ungeraden Wegen Politik betrieben und dabei mit Bestechungen und anderen illegalen Methoden gearbeitet hatte. Immerhin gelang dem Gouverneur ein Teilerfolg, indem er Brayton zu einem schrittweisen Rückzug zwang. Es gelang ihm aber nicht, Brayton vor Gericht anzuklagen. Im Jahr 1908 verzichtete Higgins auf eine erneute Kandidatur.

## Weiterer Lebenslauf
Nach dem Ende seiner Gouverneurszeit wurde Higgins wieder als Rechtsanwalt tätig. Er starb im September 1927. Mit seiner Frau Ellen Frances Maguire hatte James Higgins zwei Kinder.